# Santa Rosa de Chirimoyos
Santa Rosa de Chirimoyos es un caserío peruano ubicado en el distrito de Santa Catalina de Mossa, perteneciente a la provincia de Morropón del departamento de Piura, al norte del Perú. 

## Ubicación
Santa Rosa de Chirimoyos se ubica al noreste de la provincia de Morropón, en el distrito de Santa Catalina de Mossa, en el departamento de Piura.

## Demografía
En 2017 Santa Rosa de Chirimoyos tenía una población de 113 habitantes.
| Gráfica de evolución demográfica de Santa Rosa de Chirimoyos entre 1993 y 2017 |
|                                                                                |
| Fuentes: Población 1993 y 2017                                                 |